# Affaire Maëlys
Pour les articles homonymes, voir Araújo (homonymie).
L'affaire Maëlys est une affaire criminelle française qui a pour point de départ la disparition inexpliquée d'une fillette de huit ans, Maëlys de Araujo, le dimanche 27 août 2017 vers trois heures du matin, lors d'une réception de mariage dans la salle des fêtes de la commune du Pont-de-Beauvoisin, en Isère.
Un suspect, Nordahl Lelandais, ancien militaire âgé de 34 ans (à l'époque des faits), et résidant à Domessin (Savoie), est mis en examen pour enlèvement et séquestration d'une mineure de huit ans. Il est écroué le 3 septembre 2017. Le 30 novembre 2017, les chefs d'inculpation sont requalifiés de meurtre précédé d'enlèvement. Les enquêteurs sont amenés à envisager son implication dans d'autres affaires non résolues.
Le 14 février 2018, Nordahl Lelandais reconnait avoir tué Maëlys de Araujo et conduit les enquêteurs dans une commune du massif de la Chartreuse, où il a déposé le corps de l'enfant.
Le 2 juin 2018, après ses obsèques célébrées en l'église de Notre-Dame-de-l'Assomption de La Tour-du-Pin en Isère, Maëlys est enterrée dans l'intimité dans un cimetière de la commune.
Le 21 janvier 2021, il est révélé que la justice prévoit un budget de 194 000 euros pour le procès de Nordahl Lelandais dans cette affaire.
Le procès, lié à cette affaire judiciaire, débute aux assises de l'Isère, le 31 janvier 2022. À l'issue de celui-ci, l'accusé est condamné à la réclusion criminelle à perpétuité assortie d'une période de sûreté de 22 ans.

## La victime
Maëlys de Araujo, née le 5 novembre 2008 à Bourgoin-Jallieu en Isère, a huit ans et demi (le jour de son enlèvement), les yeux marron et de longs cheveux châtain foncé ; française, elle est la fille de Joachim de Araujo, immigré portugais vivant en France, et de Jennifer Cleyet-Marrel, française. Maëlys a également une grande sœur, Colleen de Araujo. La famille est installée à Mignovillard, commune du Jura. La mère est infirmière à l'hôpital de Pontarlier et le père, plombier.
La presse annonce le 23 mai 2018, que les obsèques de la fillette se dérouleront le 2 juin, sur le territoire de la commune de La Tour-du-Pin, chef-lieu d'arrondissement du département de l'Isère. Lors de ces obsèques qui se déroulèrent l'après-midi environ 800 personnes furent présentes.
En juillet 2018, un membre du collectif agissant pour la mémoire de l'enfant a lancé une pétition sur le web pour que Maëlys puisse recevoir la Légion d'honneur à titre posthume, la requête n'a cependant que très peu de chances d'aboutir.

## Le suspect
Depuis la fin de l'année 2017, il n'y a qu'un seul suspect déclaré. Il s'agit de Nordahl Lelandais, un ancien militaire, maître-chien dans l'armée de terre  demeurant dans la commune voisine de Domessin, en Savoie, au moment des faits,.
Le 30 novembre 2017, Nordahl Lelandais se voit notifier sa mise en examen pour « meurtre, précédé d'enlèvement et de séquestration » par les juges d'instruction du tribunal de Grenoble. Il rejette ces accusations.
Alain Jakubowicz, avocat pénaliste, assure depuis le mois de septembre 2017 la défense du suspect, à la demande de celui-ci.
En mars 2018, une source judiciaire révèle que l'analyse des connexions Internet de Nordahl Lelandais a révélé aux enquêteurs que celui-ci consultait, depuis peu, des sites pédopornographiques,. Il aurait regardé des sites de ce genre dans les heures qui ont précédé et suivi le meurtre de Maëlys. En décembre 2018, l'homme est mis en examen dans une nouvelle affaire d'agression sexuelle sur une mineure,.

## Les faits

### Disparition
Durant la nuit du samedi 26 août au dimanche 27 août 2017, la fête de mariage de cousins des parents de Maëlys est célébrée dans la salle des fêtes du Pont-de-Beauvoisin (Isère). Entre 150 et 200 convives y participent. Vers 3 h du matin, les parents de la petite Maëlys de Araujo, huit ans, la perdent de vue. Ils donnent l'alerte à 3 h 57. Tous les invités se mettent à la rechercher, puis, faute de résultat, la gendarmerie est contactée. À ce moment, on ignore si la fillette s'est égarée dans les bois avoisinants, si elle a été victime d'un accident, si elle a fait une fugue ou si elle a été enlevée.

#### Le site de la disparition

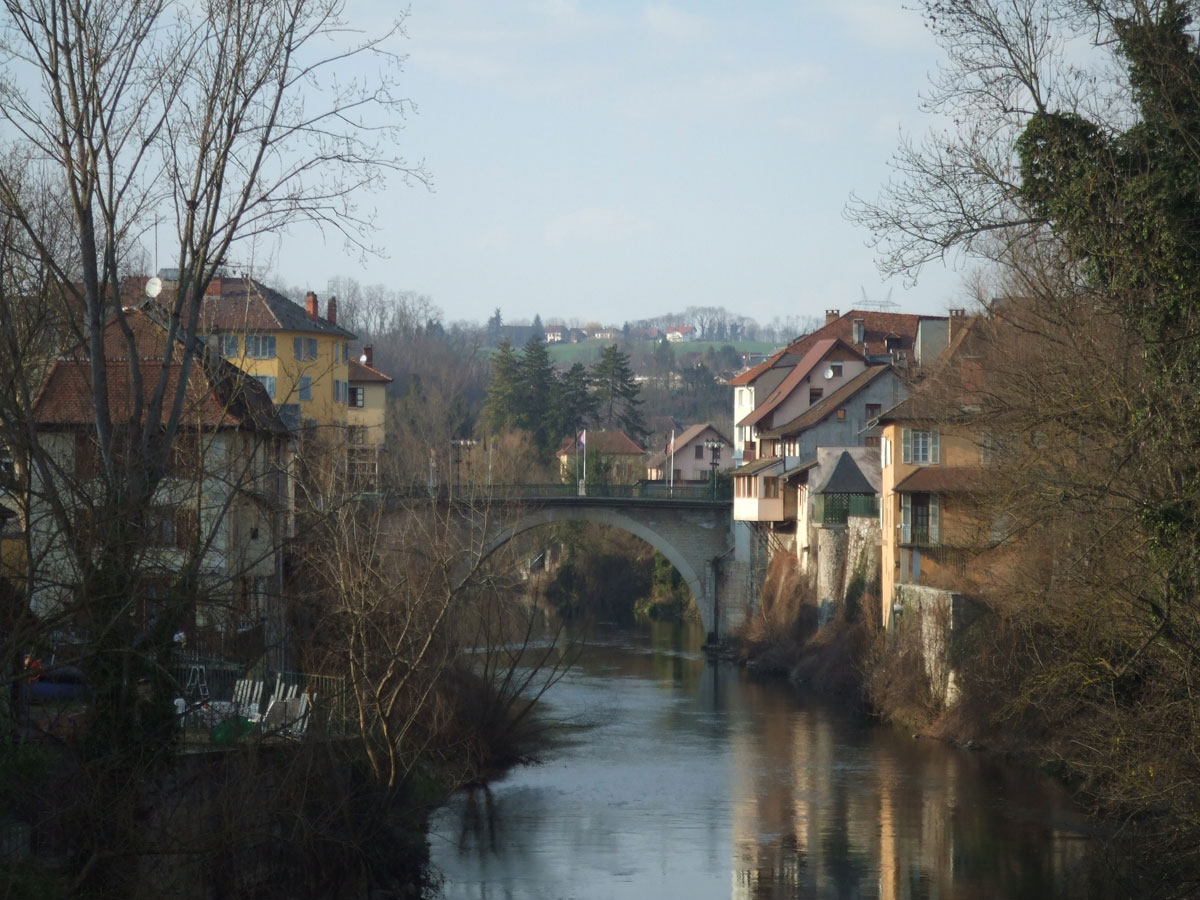
Le pont sur le Guiers, entre l'Isère et la Savoie, relie les deux communes homonymes.

Cette affaire s'est déroulée sur le territoire de la commune du Pont-de-Beauvoisin, située dans le nord du département de l'Isère, sur la rive gauche du Guiers et qu'il ne faut pas confondre avec son homonyme, la commune du Pont-de-Beauvoisin, située dans le département de la Savoie et donc sur la rive droite de cette même rivière.
La salle des fêtes communale est située, route du Bugey, à proximité du Lycée polyvalent Charles Gabriel Pravaz, non loin du centre-ville. La mairie tient cette salle à la disposition des associations locales et de ses administrés pour y organiser des festivités, des manifestations publiques et des cérémonies privées.

### Chronologie de la disparition
Nordahl Lelandais, assez rapidement considéré comme le principal suspect, n'était initialement pas prévu parmi les convives : connaissant le marié, il avait envoyé un texto à ce dernier pour le féliciter et avait alors été invité à l'apéritif. Ayant demandé avant le dîner s'il pouvait repasser dans la soirée, il avait été convié à venir partager le dessert.
Selon les déclarations du procureur de la République de Grenoble, Nordahl Lelandais aurait effectué, à bord de sa voiture, dans la nuit du samedi 26 au dimanche 27 août 2017, trois trajets aller-retour entre la salle des fêtes du Pont-de-Beauvoisin et son domicile, puis enfin un unique trajet pour retourner chez lui. Les deux premiers trajets auraient eu lieu entre 21 h 49 et 22 h, puis entre 22 h 33 et 23 h 9, donc au moins trois heures avant l'heure supposée de la disparition de la fillette.
La disparition de la petite Maëlys se situe, selon l'estimation des enquêteurs, à 2 h 45 du matin. Le suspect conteste cette évaluation et indique que l'enfant aurait pu disparaître à une heure plus tardive. Cet argument est repris par son avocat lors de son interview sur BFM TV du 4 décembre 2017.

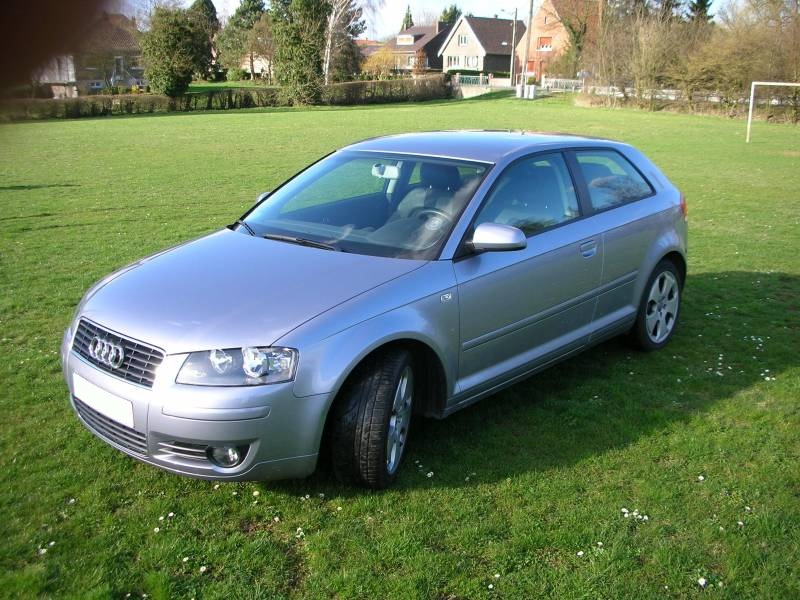
Une Audi A3 (modèle 2003), similaire à celle du suspect.

Une chronologie de la nuit du 26 au 27 août 2017 a été établie par le procureur de la République, selon ses propres déclarations effectuées lors de sa conférence de presse du 30 novembre 2017 ; elle est exposée ci-dessous :
- 2 h 46 : le suspect met son téléphone en « mode avion »[d] ;
- 2 h 47 : deux caméras de vidéosurveillance situées dans le centre-ville du Pont-de-Beauvoisin indiquent qu'une voiture, qui pourrait être l'Audi A3 du suspect (selon certains éléments précisés par le procureur, mais contestés par la défense[20]), circule avec à son bord sur le siège passager une « silhouette frêle de petite taille, vêtue d'une robe blanche » ;
- 3 h 24 : le même véhicule est filmé en sens inverse, mais cette fois-ci sans aucune présence sur le siège passager ;
- 3 h 25 : le suspect désactive le « mode avion »[e] ; dès lors, le « bornage » de son téléphone indique la zone de la salle des fêtes du Pont-de-Beauvoisin ;
- 3 h 57 : une Audi A3 de couleur gris métallisé[22],[23] est, pour la dernière fois, filmée avec un conducteur seul par les caméras de vidéosurveillance du Pont-de-Beauvoisin. Le téléphone du suspect aurait été, à ce moment, replacé en « mode avion »[d]. Il n'a été remis en fonctionnement complet que trois heures plus tard à 7 h 06, au domicile du suspect. Celui-ci déclarera, lors de son audition au tribunal, qu'il ne s'agissait pas de son véhicule[20].

Ce même dimanche, dans l'après-midi, le suspect est entendu, comme d'autres témoins, lors d'une première et brève audition dans le cadre classique de l'enquête. De 17 h 23 à 19 h 45, soit pendant plus de deux heures, la vidéosurveillance d'une station-service (qui sera mise à la disposition des enquêteurs) le filme en train de nettoyer de fond en comble sa voiture. Il emporte les lingettes qui lui ont servi à nettoyer le véhicule. Le suspect déclarera alors aux enquêteurs qu'il avait lavé son véhicule dans le but de le mettre en vente. Le lundi, il demande la résiliation de la ligne téléphonique de son portable.

## Enquête judiciaire

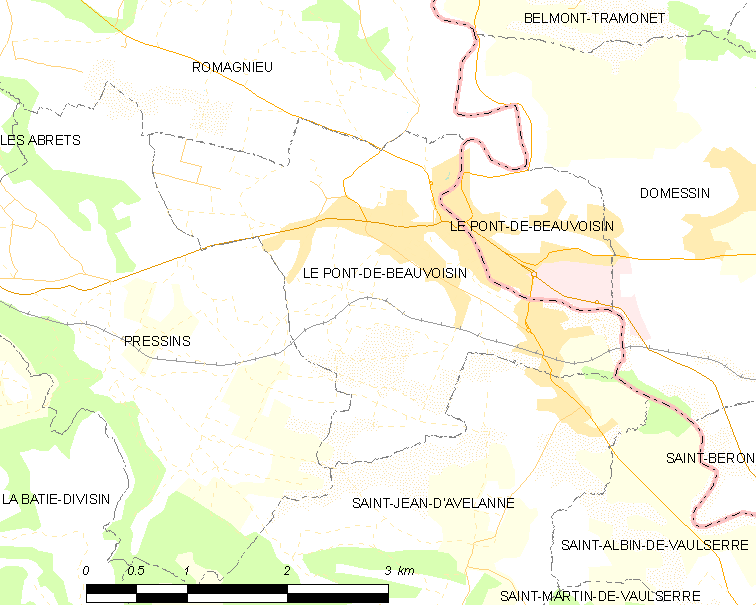
Plan en couleurs des deux communes du Pont-de-Beauvoisin (Isère et Savoie).
La commune de Domessin, citée dans l'enquête est riveraine du Pont-de-Beauvoisin (Savoie).

### Recherche du corps
De nombreux sites ont été fouillés par les équipes de la gendarmerie, aidées par d'autres services, notamment par les équipes cynophiles, afin de retrouver le corps. Les principaux lieux visités sont les étangs du camping du Pont de Beauvoisin, le secteur de Domessin, le lac d'Aiguebelette, la base de loisirs de Romagnieu, les gorges de Chailles et les berges de la rivière, le Guiers.

### Août 2017
Un appel à témoins pour « disparition inquiétante » est diffusé par la gendarmerie le 27 août avec le signalement (1,30 m, cheveux châtains, robe blanche) et des photos de l'enfant.
Aux alentours du lieu de disparition, un dispositif massif de recherche est mis en place avec notamment une centaine de gendarmes qui font une battue dans les bois avoisinants, des plongeurs qui sondent les rivières et plans d'eau, des spéléologues qui explorent les cavités, un hélicoptère et des drones.
Parallèlement, les enquêteurs interrogent tous les convives, ainsi que les participants à une fête dans un bar dans le village ; une quarantaine de perquisitions sont effectuées sans succès.
Dans ces conditions, la procureure de la République de Bourgoin-Jallieu ouvre le 28 août une enquête préliminaire pour « enlèvement » mais le dispositif Alerte-Enlèvement n'est pas enclenché.
Les bénévoles du collectif Maëlys agissent chaque weekend sur le terrain pour aider aux recherches de l'enfant, venant parfois des quatre coins de la France pour rejoindre le Pont de Beauvoisin.
Le 29 août, trois chiens pisteurs sont sollicités pour suivre l'odeur de l'enfant à partir de l'un de ses effets personnels. Les chiens pistent alors sa trace mais tous trois s'arrêtent à peu près au même endroit sur le parking de la salle des fêtes. La thèse de l'enlèvement dans un véhicule stationné à la salle des fêtes devient privilégiée.
Le 31 août 2017, Nordahl Lelandais est placé en garde à vue, ses premières déclarations semblant troubles.
Le suspect aurait fourni des produits stupéfiants à plusieurs personnes lors de la fête de mariage, mais, selon ses dires, sans rémunération.
Les enquêteurs sont notamment intrigués par le fait que cet homme :
- a effectué un aller-retour entre la salle des fêtes et son domicile de Domessin au cours de la soirée (selon ses propres déclarations, pour nettoyer son short qu'il aurait taché avec du vin) ;
- a minutieusement nettoyé son véhicule, notamment son coffre, à l'aide d'un produit servant habituellement à nettoyer les jantes (particulièrement efficace pour faire disparaître les traces et tromper l'odorat des chiens)[30] ;
- a éteint son téléphone portable et caché l'existence d'un autre ;
- présenterait des traces de griffures au bras et au genou.

Il donne des explications à ces divers éléments : par exemple il explique les griffures par du jardinage au milieu de framboisiers quelques jours avant le mariage, mais cette version n'est guère corroborée par sa mère, chez laquelle il vit, qui a expliqué aux enquêteurs qu'il ne jardinait pas.
Les enquêteurs ayant omis de filmer cette garde à vue comme cela est requis en matière criminelle, cette audition a été annulée.

### Septembre 2017
Le 1er septembre 2017, un autre homme de 34 ans, ami du suspect, est placé en garde à vue, afin de confronter ses déclarations à celles du suspect. Durant la soirée de la même journée, les deux gardés à vue sont relâchés, faute d'éléments suffisants à ce stade. Le 2 septembre, une battue citoyenne pour retrouver l'enfant, à laquelle participent des centaines de volontaires, ne donne rien.
Le 3 septembre 2017, une information judiciaire pour enlèvement est ouverte et est confiée à deux juges d'instruction. Une expertise judiciaire, utilisant une technique récente, permet d'identifier une trace d'ADN de la fillette sur le tableau de bord de la voiture du suspect,. Celui-ci est alors immédiatement entendu par les juges d'instruction ; il leur explique que la fillette serait montée brièvement dans sa voiture en compagnie d'un garçonnet blond, pour vérifier si ses chiens étaient dans le véhicule. Cela ne convainc pas les juges, qui le mettent en examen pour enlèvement d'enfant et demandent son placement en détention provisoire.
Le 5 septembre, une perquisition est menée au domicile du suspect, afin notamment de recouper certains éléments et de procéder à de nouveaux prélèvements. Le 8 septembre, les enquêteurs doutent de l'existence du garçon blond qui serait monté brièvement dans la voiture du suspect avec Maëlys,.
D'autres indices ont été relevés :
- le comportement du suspect avec les enfants, lors du mariage. « Le suspect a été vu par de nombreux témoins, dans la salle où les enfants dormaient sous l'œil de la baby-sitter. Dans cette pièce isolée, il parlait avec Maëlys et lui montrait sur son téléphone portable des photos de ses chiens, l'une des passions de la petite fille », ont indiqué plusieurs témoins à Paris Match, sa sœur Colleen évoquera plus tard les animaux de la famille lors des obsèques par ces mots : « Ma sœur, […], ne t'inquiète pas, je m'occupe des chats et des chiens »[37];
- Maëlys, ayant sympathisé avec Lelandais, l'a présenté comme son « copain » ou son « tonton » ;
- le suspect ne s'est pas préoccupé de sa disparition ; il s'est éclipsé avant l'arrivée des gendarmes, prétextant être malade à cause de l'alcool, se faisant accompagner aux toilettes et faisant semblant de vomir, d'après le témoignage d'un invité[38],[39].

Après examen par les enquêteurs de sa deuxième ligne téléphonique, Nordahl Lelandais a expliqué s'être absenté à trois reprises de la salle des fêtes, afin de procurer à des invités de la cocaïne. Il avait d'abord nié s'être absenté de la salle des fêtes, avant de se raviser pour dire qu'il l'avait quittée une seule fois pour se changer.

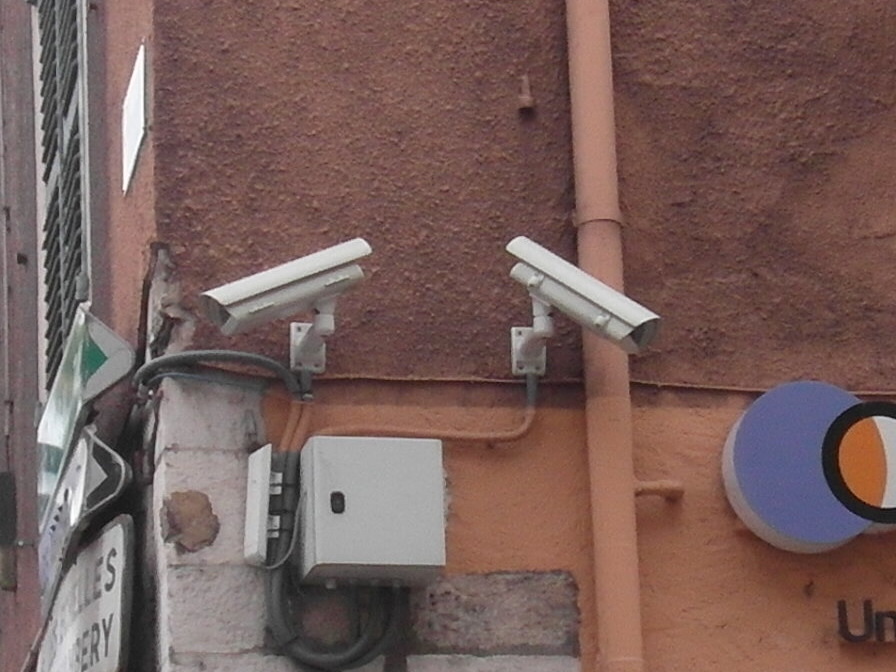
Caméras de vidéo-surveillance du magasin d'optique ayant filmé le véhicule
(entrée du Pont-de-Beauvoisin-Savoie)

Une caméra de vidéosurveillance située sur la façade d'un magasin d'optique, à l'entrée de la commune voisine, a filmé une Audi A3. Celle-ci pourrait correspondre à celle du suspect avec une forme qui pourrait évoquer celle d'une petite personne vêtue d'une robe blanche, au Pont-de-Beauvoisin, la nuit de la disparition, selon M6 et Le Dauphiné libéré du 19 octobre 2017. Provenant d'une caméra, il s'agirait a priori d'un cliché de mauvaise qualité, qui indiquerait qu'il y aurait bien sur le siège passager une « forme blanche »,. Cette photo n'a jamais été diffusée dans les médias et seule une reconstitution d'image a été présentée par certaines chaînes de télévision.
Le 15 septembre, BFM TV révèle qu'une vidéo de télésurveillance d'une station de lavage a filmé le suspect le lendemain de la disparition de Maëlys pendant 2 heures et 17 minutes, alors qu'il nettoyait son véhicule, insistant particulièrement sur le coffre et la portière côté passager du véhicule. Il a utilisé pour ce faire des lingettes lustrantes qu'il a ensuite rangées dans un sac que les enquêteurs n'ont pas retrouvé. Le suspect a affirmé que ce lavage était un préalable à la vente de la voiture.
Selon France Info, le suspect s'est aperçu qu'il était filmé par des gendarmes en civil et a tenté de les semer avant d'être placé en garde à vue, ce comportement d'évitement pouvant être lié à ses activités de vente de stupéfiants.

### Novembre 2017
Le 30 novembre 2017, le suspect est entendu, pour la première fois depuis sa mise en examen, par trois juges d'instruction du tribunal de grande instance de Grenoble.
Le même jour, dans le courant de l'après-midi, des gendarmes aidés par des équipes cynophiles reprennent le ratissage des bois dans le secteur de Pont-de-Beauvoisin (mais du côté Savoie). Selon le journal régional, ces vérifications au niveau local étaient déjà programmées et n'ont aucun lien avec l'interrogatoire effectué le même jour
À l'issue de cette audition, le suspect est mis en examen pour meurtre et enlèvement et le procureur de la République Jean-Yves Coquillat organise une conférence de presse au palais de justice en fin d'après-midi, durant laquelle il reconnaît qu'il sera difficile pour les enquêteurs de retrouver le corps de la petite fille.
Du côté de certains amis et membres de la famille du suspect, on continue à croire en son innocence.

### Janvier 2018
Le 17 janvier 2018, on apprend que la mère de la fillette a reconnu les détails de sa robe sur la photo issue de la vidéo prise la nuit de la disparition par une caméra de vidéosurveillance située dans le centre du village.
Le jour même, le suspect formule une demande de remise en liberté. Celle-ci est rejetée le 23 janvier.
Le 19 janvier 2018, on apprend que le cousin de Maëlys, qui dans un premier témoignage déclarait avoir vu pour la dernière fois la fillette vers 3 h 15 du matin, revient sur ses déclarations et affirme qu'il était plutôt 2 h 45. Par ailleurs, un autre témoin affirme avoir vu le suspect demander à la fillette de le rejoindre en passant par une entrée spécifique.

### Février 2018

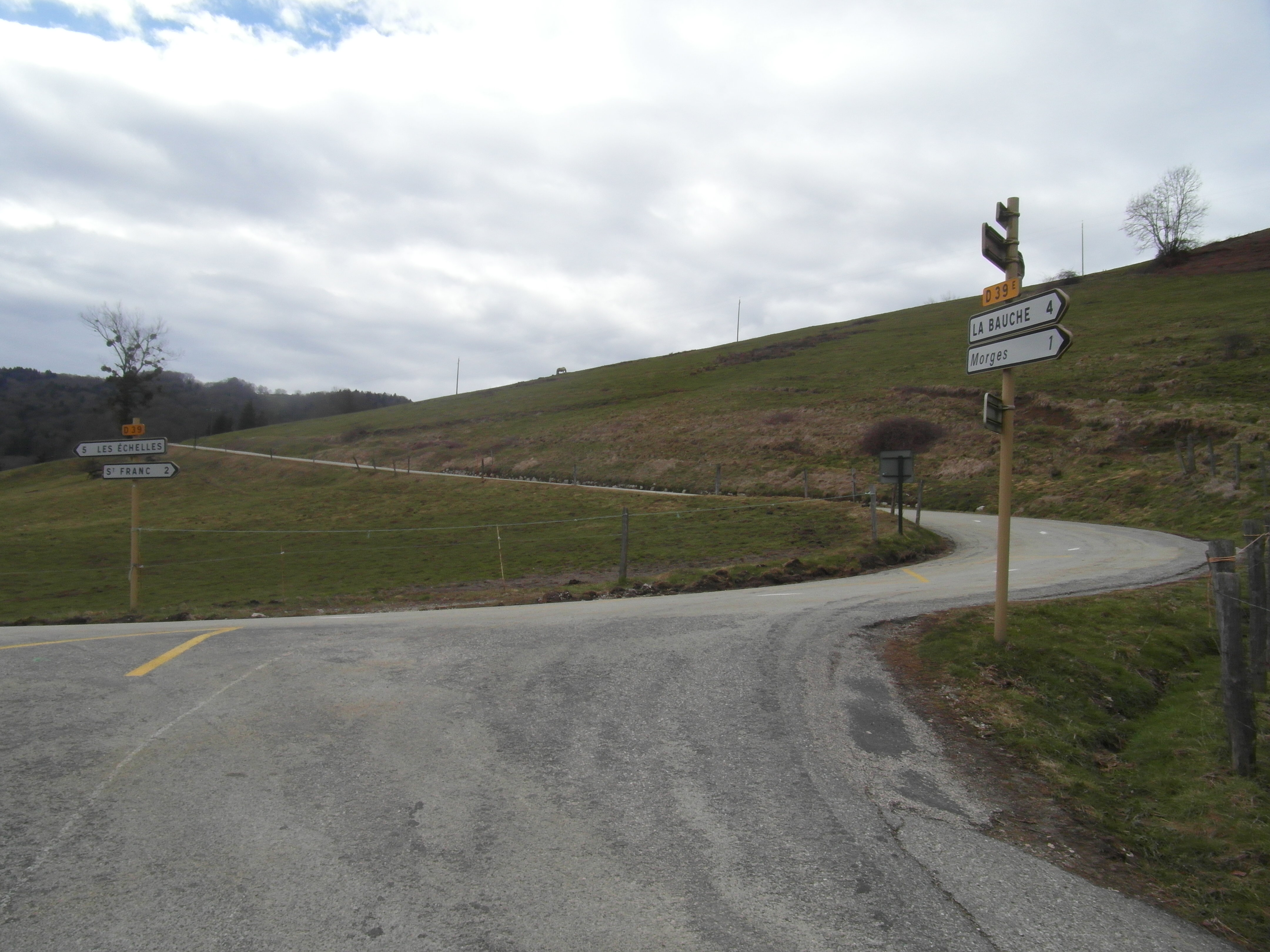
RD 39 à Saint-Franc (où furent effectuées les premières recherches)

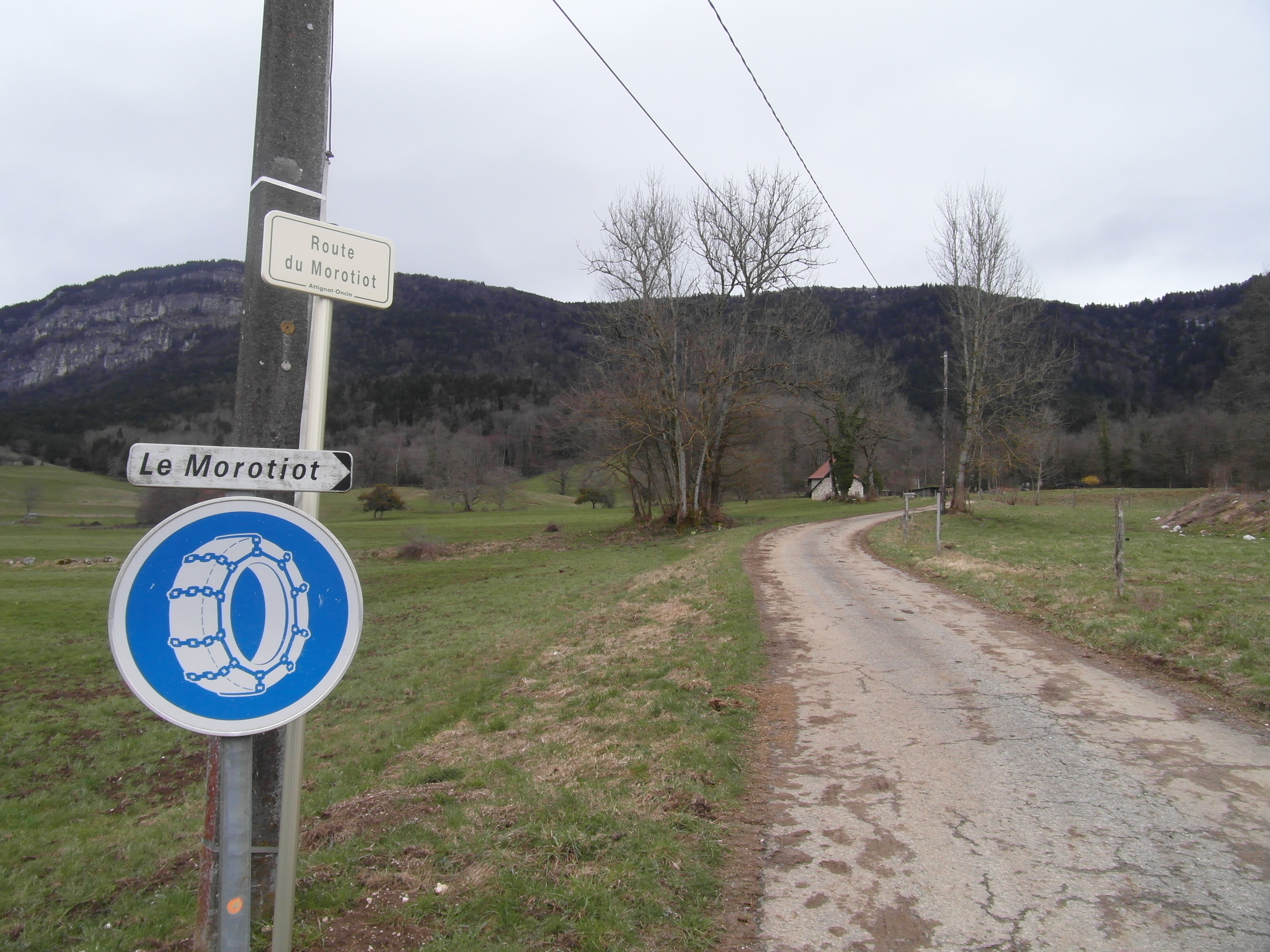
RF de Morotiot à Attignat-Oncin, (secteur de la découverte du corps)

Le 8 février 2018, le suspect fait appel du rejet de sa demande de remise en liberté.
Plus de cinq mois après les faits, les experts scientifiques de l'IRCGN, après avoir complètement démonté la voiture de Nordahl Lelandais pièce par pièce, trouvent une micro-trace de sang appartenant à Maëlys sous le tapis de coffre, endroit très difficilement nettoyable,. Le 14 février 2018, le suspect décide de coopérer quand son avocat l'informe de cette nouvelle preuve, et souhaite que le corps de la fillette soit retrouvé, tout en affirmant l'avoir tuée « involontairement »,,.

#### Découverte du corps
Après avoir été entendu à sa demande, Nordahl Lelandais est escorté dans différents lieux situés dans l'enceinte du parc naturel régional de Chartreuse. Le procureur de la République de Grenoble annonce que les restes de l'enfant ont été trouvés en fin d’après-midi.
En raison des conditions météorologiques, les gendarmes mettent plus d'une journée à retrouver le corps. Ils sont aidés par deux chiens Springer Spaniel, Hutch et Roch, du groupe d'investigation cynophile, qui trouvent un « crâne et des ossements » sur un « talus »,. Le procureur Jean-Yves Coquillat déclare à la presse : « Il a annoncé avoir tué Maëlys puis l'avoir déposé dans un premier temps près de sa maison avant de retourner au mariage. Plus tard, il a déposé le corps de Maëlys près de la commune de Saint-Franc, dans une région montagneuse ».
En fait, selon une enquête menée par le quotidien Le Matin, du 21 février 2018, et par l'hebdomadaire Paris Match, du 22 février 2018, le corps de la petite fille a été retrouvé sur le territoire de la commune voisine d'Attignat-Oncin, non loin du hameau de Morotiot, le long d'une route forestière, au cœur d'une hêtraie et à proximité de la cascade de la Pissoire,.
Néanmoins, le procureur ajoute que, ce jour-là, Nordahl Lelandais refuse de s'expliquer sur les circonstances du décès de la petite Maëlys.
Nordahl Lelandais est ensuite hospitalisé dans un établissement de la région lyonnaise, à la suite de sa demande en évoquant d'éventuels symptômes dépressifs et anxieux,.
Le 22 février 2018, le suspect a été brièvement entendu par les juges d’instruction au palais de justice de Grenoble. L'homme a été auditionné durant environ trente minutes et le parquet n'a fait aucun commentaire, une source judiciaire indiquant simplement que la briéveté de l'audition n'était pas due à une « raison de santé ».

### Mars 2018
Le 8 mars 2018, les parents de Maëlys, accompagnés de leur avocat, s'expriment une seconde fois en six mois, lors d'une conférence de presse, depuis un hôtel lyonnais,.
Après la prise de parole des parents, leur avocat fait un long plaidoyer pour dénoncer l'attitude de l'accusé ainsi que de son défenseur, Alain Jakubowicz, en déclarant : « C'est une double peine qui a été infligée aux parents de Maëlys. Il aura fallu attendre six mois pour que le mis en cause s'exprime », avant d'ajouter : « C'est six mois de prise d'otages infligés à mes clients et à leurs proches. Nous avons perdu six mois, six mois d'une attente insupportable. Le dossier démontrait dès les premiers jours l'implication du suspect. »
Maître Rajon terminera son intervention par cette dernière déclaration : « Tous les acteurs du dossier auraient dû concourir à la manifestation de la vérité. Je pose la question d'une responsabilité morale, a minima », mettant ainsi en cause, de façon implicite, l'attitude de son confrère de la défense.
Le 19 mars 2018, le suspect est de nouveau entendu, par les juges d'instruction, au palais de justice de Grenoble un peu avant 10 h, son avocat le rejoignant, peu après. L'audition durera près de 7 heures sans qu'aucun commentaire ne soit fait par la défense à la fin de l'audition. Selon le journaliste Denis Sébastien, reporter envoyé à Grenoble pour le journal de France 2 : « Contrairement aux précédents interrogatoires, Nordahl Lelandais a parlé, et donné cette fois des arguments selon le procureur de Grenoble, qui réserve à la famille de Maëlys les explications fournies par le suspect. »
Dans une dépêche publiée le lundi 20 mars 2018, faisant le point sur l'audition de Nordahl Lelandais, l'AFP cite une source proche du dossier qui estime que les magistrats et les enquêteurs ont des éléments accablants désormais contre Nordahl Lelandais. « Il va être très compliqué pour lui de défendre la thèse de l'homicide involontaire », analyse cette source.

### Avril 2018
Le 6 avril 2018, les déclarations de Nordahl Lelandais, lors de son audition du 19 mars 2018 liées aux circonstances de la mort de Maëlys, réservées jusqu'alors à la famille de la victime, sont finalement rendues publiques par le parquet de Grenoble.

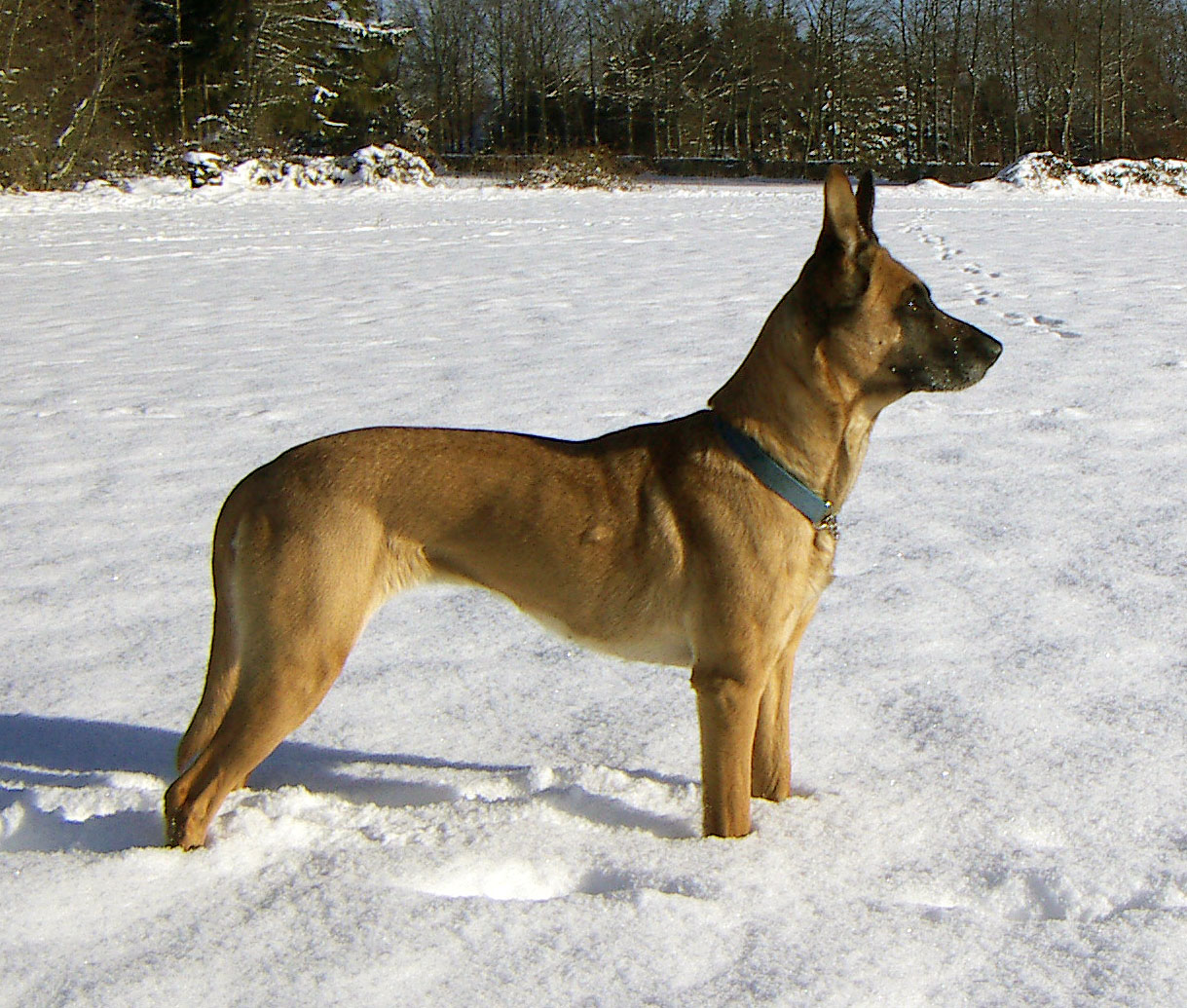
Un chien malinois, similaire à ceux que détenait Lelandais

L'ancien militaire donne sa version en expliquant avoir voulu montrer ses chiens à la fillette. Après être monté dans sa voiture, l'enfant se serait ensuite mise à paniquer, s'agiter, puis à crier, et c'est dans ce contexte qu'il a voulu la corriger et qu'il lui aurait donné une gifle, qui, toujours selon les déclarations de cet homme, a entraîné sa mort.
Selon  Le Dauphiné libéré, l'homme a ensuite déclaré qu'il aurait alors constaté que « le pouls de l’enfant ne battait plus », pour ensuite aller déposer le corps sans vie de la petite fille, derrière un cabanon, à deux cents mètres de son domicile en Savoie.
Ce récit est apporté quelques jours après la publication dans la presse des premiers résultats de l'autopsie concernant l'enfant et qui font état que sa mâchoire a été fracturée.
Cependant, à la date de sa déclaration, cette version ne semble pas pouvoir être confirmée par des indices matériels.

### Juillet 2018
Selon une émission diffusée sur la chaîne d'information BFM TV, le 3 juillet 2018 et reprise par la presse française, les derniers résultats de l'autopsie pratiquée sur le corps de la petite fille contredisent les déclarations de Nordahl Lelandais.
Les constatations effectuées par les légistes permettent de confirmer que le crâne de la fillette présente plusieurs fractures et que sa mâchoire en présente deux. Les légistes ajoutent également dans leurs rapports que ces coups n'auraient toutefois pas provoqué la mort de Maëlys.
Le 10 juillet, le suspect réintègre sa cellule de la prison de Saint-Quentin-Fallavier, après cinq mois en cellule médicalisée à Lyon.

### Août 2018
Le 25 août 2018, la détention provisoire du principal suspect, Nordahl Lelandais, mis en examen pour trois affaires criminelles dont celle de l'affaire Maëlys, est de nouveau prolongée de six mois supplémentaires.

### Septembre 2018 : reconstitution
Une reconstitution est organisée durant la soirée et la nuit du 24 septembre au 25 septembre 2018, dans le secteur de la salle des fêtes du Pont-de-Beauvoisin (Isère), au domicile du suspect et de sa mère (à Domessin), ainsi que sur le secteur la zone commerciale du Pont de Beauvoisin (Savoie).
Lors de cette reconstitution effectuée en présence de l'intéressé, des magistrats et des parties civiles, le suspect a livré une nouvelle version des faits aux enquêteurs.
Selon l'article publié par le journal local Le Dauphiné libéré, l'ex-militaire a reconnu, lors de cette reconstitution, « avoir infligé plusieurs coups très violents » à Maëlys. Les services de l'IRCGN ayant transporté sur les lieux de la reconstitution l'Audi grise du suspect, celui-ci a pu répéter ces gestes devant les enquêteurs à l'intérieur de son véhicule. Nordahl Lelandais précise également les lieux où il aurait porté ces coups fatals à la fillette. Il s'agirait d'un chemin situé derrière le centre commercial, site où il aurait également déposé le corps et non à son domicile, comme il l'avait déclaré auparavant. Le suspect a précisé s'être ensuite rendu chez lui pour changer son bermuda couvert de sang, mais également « pour se nettoyer les mains. » Toujours selon cet article, « cette version colle désormais un peu plus avec la matérialité des faits. » concluant tout de même que le suspect n'a jamais cessé de faire évoluer ses déclarations aux enquêteurs et à la justice.

### Décembre 2018
En décembre 2018, un codétenu de Lelandais affirme que celui-ci lui aurait confessé avoir violé Maëlys, le suspect nie cependant avoir déclaré ce genre de propos.

### Procédure de clôture de l'instruction
Selon certains articles de presse, les juges chargés de l'instruction devraient rendre leur avis de fin d'information d'ici le mois d'octobre 2019. La défense, les parties civiles et le parquet, s'ils le souhaitent, peuvent bénéficier d'un délai pour demander un supplément d’enquête. Le parquet pourra ensuite rendre ses réquisitions et les juges d'instruction leur ordonnance de mise en accusation devant la cour d'assises.
La presse nationale a tout d’abord évoqué le printemps 2020 comme éventuelle période du procès, l'audience devrait durer trois semaines, puis en janvier 2020, le site de France Bleu relate que les deux cours d'appel (Chambéry et Grenoble) ne souhaitent pas donner une date quant à une éventuelle ouverture de procès en 2020, car un second procès impliquant le mis en cause dans une autre affaire criminelle doit être organisé. Le 18 février 2021, le parquet de Grenoble annonce à la presse que la juge d'instruction chargée de l'affaire Maëlys, dans laquelle Nordhal Lelandais est mis en examen pour meurtre, a terminé son enquête.

Au cours d'une interview effectuée plus de deux ans après la clôture de l'instruction, la juge d'instruction Gaëlle Bardosse déclare:
« On ne peut pas se dire content, satisfait d'être dans ce dossier. Je n'avais jamais connu à ce point cette pression autour. »

## Procédure judiciaire

### Historiques des procédures

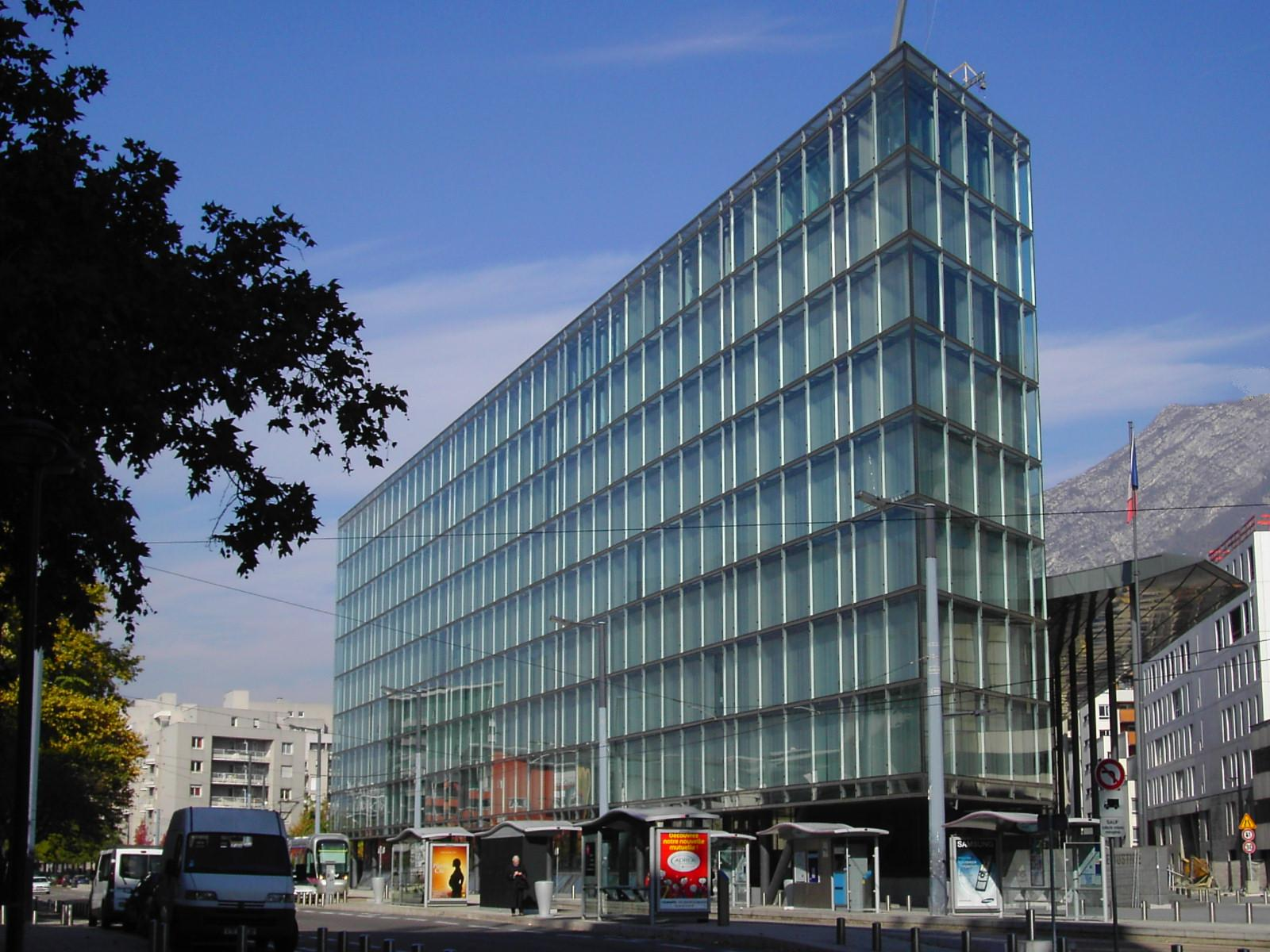
Le palais de Justice de Grenoble

Le 27 septembre 2017, Alain Jakubowicz, l'avocat du suspect, dépose un recours en nullité contre ses premières auditions.
Le 21 novembre 2017, le parquet requiert l'annulation des procès-verbaux de l'audition.
Le 30 novembre 2017 de cette même année, la chambre de l'instruction de la cour d'appel de Grenoble prend la décision d’annuler certains propos tenus par le suspect lors de son interrogatoire au moment de sa mise en examen.
Invité sur le plateau de BFM TV, le 4 décembre 2017, Alain Jakubowicz dénonce avec beaucoup de véhémence les propos du procureur Jean-Yves Coquillat, qu'il accuse de mensonge. L'avocat conteste notamment le fait que la passagère de l'Audi A3 filmée par la caméra de video surveillance soit une enfant. Il conteste également la chronologie des faits avancée par le procureur, dont la disparition, qui, selon lui, est postérieure à 2 h 45 et précise qu'à 3 h 15 Maëlys était encore présente au mariage.
Le lendemain, soit le 5 décembre 2017, invité dans l'émission L'Heure des pros, présentée par Pascal Praud sur CNews, Alain Jakubowicz déclare que « si on continue comme ça, la justice sera rendue sur les réseaux sociaux » et que « la justice répond au diktat de la presse et de l'opinion publique ». Il réitéra des propos identiques en dénonçant une certaine forme « d'acharnement » durant l'émission d'Yves Calvi, sur les ondes de RTL, le 24 janvier 2018.
Le 3 juillet 2018, le suspect est de nouveau entendu par les juges grenoblois au palais de justice de Grenoble. Le contenu de cet interrogatoire n'a pas été révélé à la presse et le suspect est toujours détenu dans une unité psychiatrique au soir de la date de cette audition.
Nordahl Lelandais comparaît devant les assises de l'Isère pour l'enlèvement, la séquestration et le meurtre de la petite fille du 31 janvier au 18 février 2022. Lors du premier jour du procès, Nordahl Lelandais reconnaît « avoir bien donné la mort » à Maëlys et présente ses « excuses » à la famille de la fillette.

### Jugement
Après trois semaines de procès et sept heures de délibéré de la cour, la cour d'assises de l'Isère condamne Nordahl Lelandais, le vendredi 18 février 2022 à la réclusion criminelle à perpétuité, assortie d'une période de sûreté de 22 ans pour l'enlèvement, la séquestration et le meurtre de Maëlys de Araujo. Son avocat annonce ensuite que son client ne fera pas appel de sa condamnation.

### Suspicion de violation du secret de l'instruction

#### 2017
Une enquête judiciaire est ouverte à la fin du mois d'octobre 2017, en marge de l'affaire Maëlys, pour violation du secret de l'instruction.
Ces fuites entraînent une déclaration du procureur chargé de l'enquête, lequel déclare : « […] voir tous les jours dans la presse tous les détails de l'enquête, y compris ceux que le parquet ne connaît pas, des choses qui n'ont pas à être connues […] ».

#### 2018
Le 8 septembre 2018, le procureur de la République de Grenoble lance une nouvelle enquête judiciaire pour violation du secret de l'instruction, à la suite de la publication d'une information annonçant une reconstitution dans le cadre de l'enquête sur le meurtre de Maëlys de Araujo dans le journal Le Dauphiné libéré.

### Liens supposés du suspect avec d'autres affaires
À partir de décembre 2017, le suspect est soupçonné du meurtre du caporal Arthur Noyer, dont la disparition a été constatée le 12 avril 2017. Le 20 décembre 2017, il a été mis en examen à nouveau, pour « assassinat ».
La justice cherche également à savoir si Nordahl Lelandais est lié à d'autres disparitions dans la région. L'homme qui dit avoir rencontré Lelandais dans un lieu de drague homosexuelle rapporte que ce dernier avait un comportement inquiétant : le témoin avait d'abord refusé les avances de Lelandais dans un bar, avant de constater que ce dernier l'avait suivi en voiture jusqu'à une aire d'autoroute. Ce scénario s'apparente au mode opératoire présumé par les enquêteurs lors de la disparition d'Arthur Noyer.
Le procureur de la République de Grenoble, Jean-Yves Coquillat, prend sa retraite à la fin de l’année 2018 et il est remplacé par Éric Vaillant qui reprend donc le dossier dès sa nomination. Le nouveau procureur fait sa première apparition officielle à l'occasion de l'audience solennelle de rentrée de la Cour d'appel de Grenoble le 11 janvier 2019 et déclare au journaliste venu l'interviewer qu'il n'a pas encore pris connaissance de ce dossier, celui-ci étant à l'instruction.

## Hommages
Le 5 novembre 2017, un lâcher de ballons est organisé à l'occasion du neuvième anniversaire de la fillette.
Un site éphémère  a été installé, route du Bugey, devant l'entrée de la salle polyvalente du Pont-de-Beauvoisin, lieu d'où Maëlys a été vue pour la dernière fois par sa famille et les invités de la noce. Des dessins d'enfants, des bougies, des fleurs, des poupées, des peluches, sont déposés par de nombreuses personnes, la plupart anonymes. Des panneaux ainsi que des affiches apposées sur le bord de la route, présentent des slogans tels que : « Vérité pour Maëlys » et « Justice pour Maëlys ».
Une marche blanche, comprenant environ 250 personnes, avec un lâcher de ballons, est de nouveau organisée le 27 août 2018, sur les lieux de l'enlèvement de la petite fille, au Pont-de-Beauvoisin, afin de rendre hommage à Maëlys, un an après sa mort. Des membres du Collectif « Maëlys » portaient des pancartes présentant la photo de la fillette, sur un fond tricolore, et la phrase « Justice pour Maëlys ».
Le 25 juillet 2019, les chanteurs Slimane et Vitaa lancent un titre « Maëlys » racontant la souffrance et l’histoire de la petite fille. Ce titre est sur leur album commun « VersuS » qui sort le 23 août 2019.

## Couverture médiatique

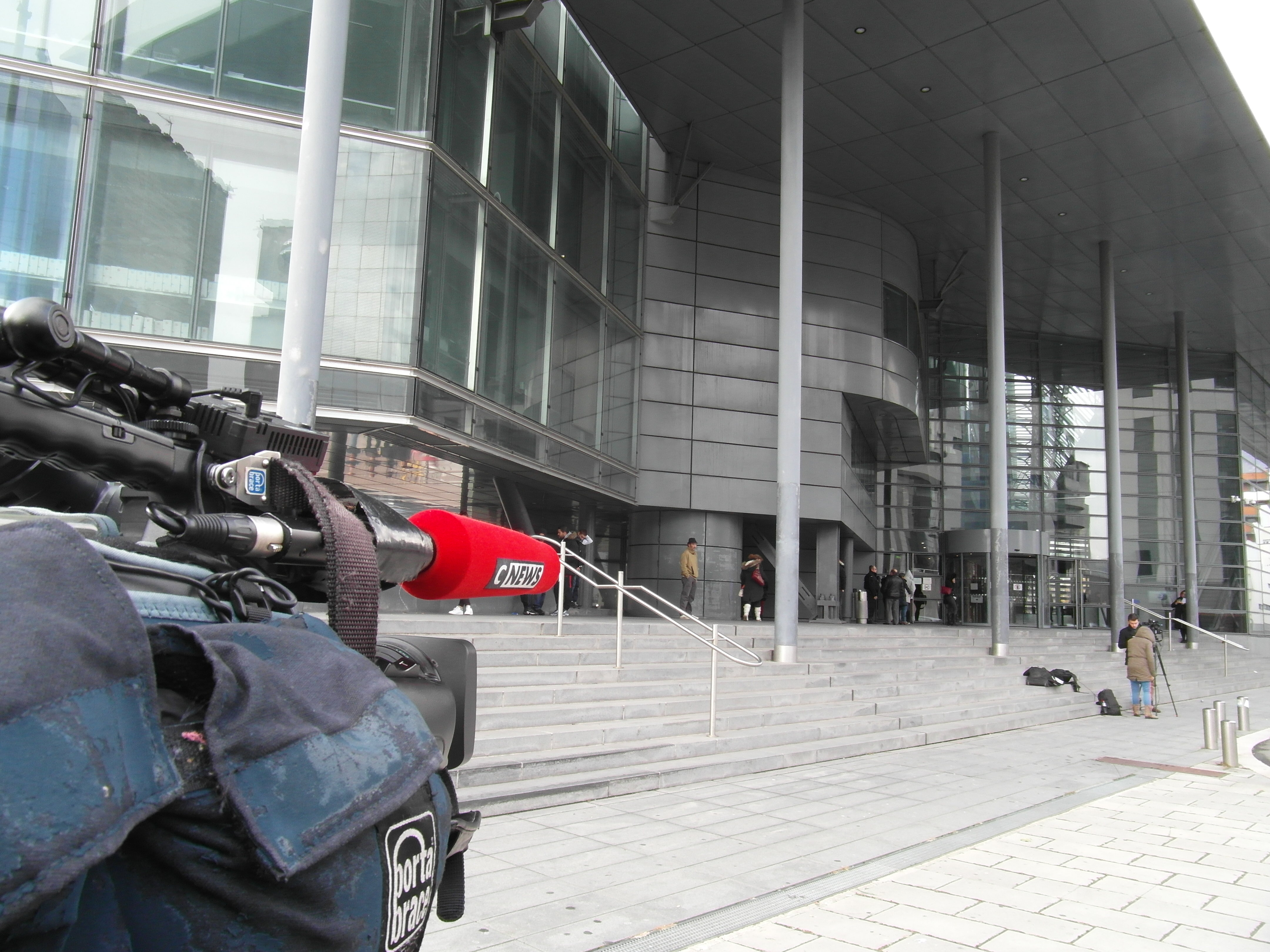
Les journalistes des médias télévisés devant le palais de justice de Grenoble le 30 novembre 2017.

L'alerte du dispositif Alerte-Enlèvement n'a pas été déclenchée car, lors de la constatation de la disparition, les forces de l'ordre n'avaient pas d’indices permettant de penser qu’il s'agissait d'un enlèvement,. Bien que cette disparition n'ait pas eu droit à la couverture maximale prévue par ce dispositif, l'ensemble de la presse nationale a couvert la disparition ou l'interpellation d'un suspect.

### En France
L'affaire fait l'objet d'une couverture médiatique très importante quelque peu comparable à certaines autres affaires judiciaires similaires, telle que l'affaire Grégory dans les années 1980.
En août 2018, soit un an après le drame, la chaîne de télévision BFM TV diffuse une interview exclusive des parents de Maëlys.
En octobre 2018, soit quatorze mois après le début de l'affaire, la presse révèle de nouveaux éléments liés au dossier en publiant certains extraits inédits de l’expertise psychiatrique de Nordahl Lelandais, principal suspect de l'affaire. La personnalité de cet homme et l'hypothèse, évoquée par la presse, que ce prévenu puisse être impliqué dans une série de meurtres permettent à de nombreux médias de présenter cette affaire comme étant la dernière d'une éventuelle série de meurtres.

### En Europe
Au Portugal, la disparition de la fillette était encore à la une de la presse le 8 septembre 2017, le père de Maëlys étant d'origine portugaise, devançant l'ouragan Irma, la Correio da Manhã s'intéressant notamment aux recherches effectuées sur place par un parent portugais ; la BBC au Royaume-Uni et le Corriere della Sera en Italie, la Tribune de Genève en Suisse ont relayé la disparition et l'enquête,,.
Le 21 décembre 2017, la presse britannique s'intéresse de nouveau à cette affaire, au vu de l'éventualité de l'implication du principal suspect, Nordahl Lelandais, dans la tuerie de Chevaline, au cours de laquelle quatre personnes, dont trois citoyens britanniques, avaient trouvé la mort en France en 2012.

### Magazines télévisés et fictions
Les premières émissions évoquent uniquement l'affaire Maëlys, puis, au fur et à mesure des progrès de l'enquête concernant la principale personne suspectée dans cette affaire, les émissions suivantes relatent le parcours supposé de Nordahl Lelandais, ainsi que des autres affaires dans lesquelles l'homme serait également lié, mais en commençant généralement par l'affaire Maëlys qui révéla le nom de ce suspect au grand public :
- « Affaire Maëlys : la disparition qui bouleverse la France » dans Chroniques criminelles sur NT1, première diffusion le 11 novembre 2017[121].
- « Affaire Maëlys : et si le suspect était un tueur en série ? » dans Enquêtes criminelles sur W9, première diffusion le 31 janvier 2018.
- « Maëlys : le jour 1 de l'affaire détaillé minutieusement » le 27 janvier 2018 sur YouTube[122].
- « Affaire Maëlys : L'insoutenable vérité » dans Chroniques criminelles sur TFX, première diffusion le 17 février 2018.
- « Numéro spécial sur l'affaire Maëlys », émission spéciale d'Enquêtes criminelles sur W9, diffusée en direct, le 21 février 2018[123].
- « Spécial : Nordahl Lelandais : dans l'ombre d'un tueur », émission spéciale de Crimes sur NRJ12, première diffusion le 19 mars 2018.
- « Affaire Maëlys : Nordahl Lelandais, l'ombre du tueur en série », dans Chroniques criminelles sur TFX, première diffusion le 8 septembre 2018.
- « Nordahl Lelandais, Maëlys et le mystère des disparus des Alpes », reportage dans Contre-enquête, émission du 14 mars 2019 sur M6[124].
- La série Visions présente de nombreuses similitudes avec l’affaire Maëlys (une jeune fille disparait lors d'une fête, entrainant la police à enquêter sur des affaires non élucidées), tout en y mêlant des phénomènes paranormaux de visions spectrales.